# Dorsale Holyoake
La dorsale Holyoake è una catena montuosa dell'Antartide. Situata in particolare nella Terra di Oates, e più precisamente  in corrispondenza della costa di Shackleton, davanti alla barriera di Ross, la dorsale, che fa parte della più vasta catena dei monti Churchill, si estende in direzione nord-sud per circa 60 km. La catena, la cui vetta più elevata risulta essere quella del monte Hunt, che arriva a 3239 m s.l.m., è delimitata a nord dal ghiacciaio Starshot, a est dal ghiacciaio Errante, a ovest dal ghiacciaio del Principe Filippo, che la divide dalla dorsale Cobham, e a sud, dove termina con la scogliera Cambriana, dal ghiacciaio Nimrod.

## Storia
La dorsale Holyoake è stata mappata dai membri della spedizione di ricognizione antartica neozelandese svolta nel periodo 1961-62 ed è stata così battezzata dal Comitato neozelandese per i toponimi antartici in onore di Keith Holyoake che, prima come ministro dell'agricoltura, poi come primo ministro e quindi come leader dell'opposizione, diede un forte supporto alla partecipazione neozelandese alla Spedizione Fuchs-Hillary, ufficialmente nota come Commonwealth Trans-Antarctic Expedition, condotta nel 1955-1958 con l'intento di attraversare l'Antartide passando per il polo sud.